# Batalla de Fuentes de Oñoro
En la batalla de Fuentes de Oñoro (3-5 de mayo de 1811), el ejército Británico-Portugués del Duque de Wellington evitó un intento del ejército francés del Mariscal André Masséna para disminuir la presión del sitio de la ciudad de Almeida.

## Antecedentes
En 1810, Masséna había seguido a los británicos-portugueses de regreso a Lisboa antes de llegar a las Líneas de Torres Vedras, pero estaba decidido a evitar asaltar la extensa línea doble de fortificaciones entrelazadas. Después de pasar hambre fuera de Lisboa durante un invierno miserable, los franceses se retiraron a la frontera española con el ejército británico-portugués persiguiéndolos.
Wellington primero aseguró Portugal y luego se dedicó a retomar las ciudades fronterizas fortificadas de Almeida, Badajoz y Ciudad Rodrigo. Mientras Wellington asediaba Almeida, Masséna reformó su maltrecho ejército y marchó para relevar a la guarnición francesa en la ciudad. Wellington optó por frenar el intento de relevo en el pequeño pueblo de Fuentes de Oñoro, dejando expuesta su línea de retirada para cubrir todas las rutas hasta Almeida. Sintió que este riesgo estaba justificado porque los franceses no tendrían suministros para más de unos pocos días, mientras que él tenía más que eso. El Ejército británico-portugués tenía 34 000 soldados de infantería, 1850 de caballería y 48 cañones. Los franceses tenían 42 000 de infantería, 4500 de caballería y 38 cañones.

## Batalla

###### 3 de enero
El 3 de mayo, Masséna lanzó un asalto frontal contra los piquetes (militares) británico-portugueses que sostenían el pueblo atrincherado, mientras bombardeaba a los británicos-portugueses en las alturas al este del pueblo con artillería pesada. La lucha en el centro del pueblo duró todo ese día, con soldados franceses de las divisiones de Ferey y Marchand chocando con los casacas rojas (uniforme militar) británicos de la 1.ª y 3.ª Divisiones.
Al principio, los británicos-portugueses se vieron obligados a retroceder bajo una inmensa presión, pero una carga que incluía a hombres del 71.ª Infantería Ligera de las Tierras Altas recuperó las calles y los edificios perdidos ese mismo día. Cuando el sol se puso, los franceses se retiraron y la aldea permaneció en manos británicas, y los primeros sufrieron 650 bajas contra solo 250 de los británicos.

###### 4 de enero
Ambos bandos pasaron el 4 de mayo recuperándose de la ferocidad del día anterior de lucha y reconsideraron sus opciones y planes de batalla. Un reconocimiento francés reveló que el flanco derecho de Wellington estaba débilmente controlado por una unidad de partisanos cerca de la aldea de Poco Velho.

###### 5 de enero

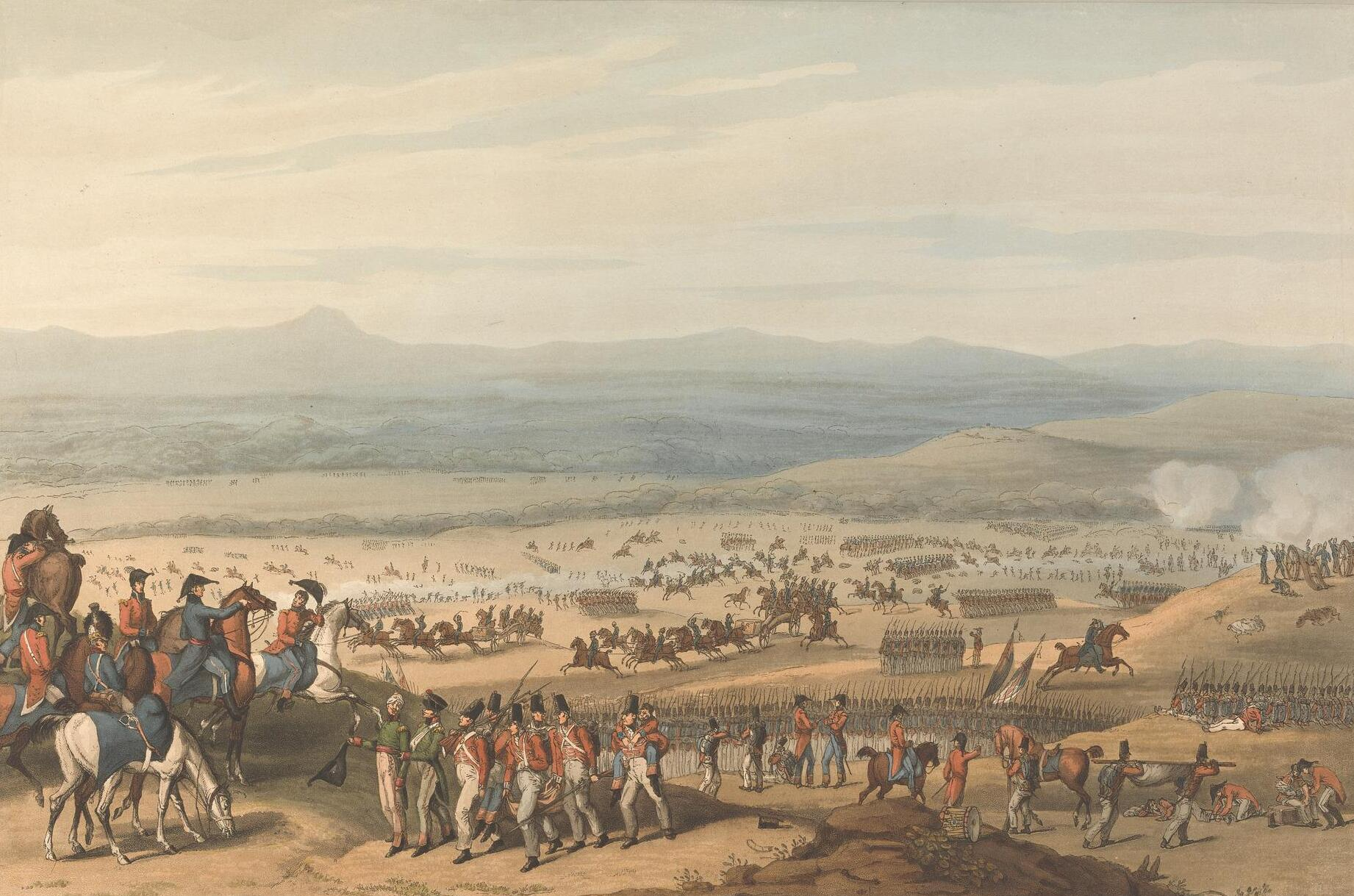
Batalla de Fuontes d'Ouoro, el 5 de mayo de 1811.

La acción se reanudó al amanecer del 5 de mayo. Wellington había dejado expuesta la 7.ª División en su flanco derecho. Masséna lanzó un fuerte ataque contra el débil flanco británico-portugués, dirigido por dragones de Montbrun y apoyado por las divisiones de infantería de Marchand, Mermet y Solignac. Inmediatamente, dos batallones de la 7.ª División fueron maltratados por la caballería ligera francesa. Esto obligó a Wellington a enviar refuerzos para salvar a la 7.ª División de la aniquilación. Esto solo se logró gracias a los esfuerzos de la División Ligera y la caballería británica y King's German Legion.
En el flanco derecho británico-portugués amenazado, la División Ligera de élite, bien apoyada por la caballería y la artillería, hizo una retirada de combate de manual. Por bajas insignificantes, cubrieron la retirada de la 7.ª División y retrocedieron a una posición más fuerte seleccionada por Wellington. Durante la retirada, cada vez que la artillería francesa se aventuraba demasiado cerca, la caballería británica cargaba o fingía una carga. Esto permitió que la infantería tuviera tiempo de retirarse fuera del alcance. Si la caballería francesa hacía retroceder a la caballería británica superada en número, la infantería británico-portuguesa formaba cuadrados y sus andanadas expulsaban a los franceses. Montbrun luego pidió ayuda a la caballería de la Guardia Imperial, que estaba presente pero aún no se había comprometido a la batalla.
El tiempo apremiaba y Masséna envió de inmediato a uno de sus aides-de-camp, Charles Oudinot, el hijo del Mariscal Nicolas Oudinot, duque de Reggio, con órdenes de adelantar la caballería de la Guardia. El joven Oudinot partió apresuradamente y Masséna consultaba con impaciencia su reloj, presionado para comprometer esta caballería en lo que creía que era una acción decisiva de la batalla. Para gran estupefacción del Estado Mayor, pronto se vio a Oudinot regresar sin que lo siguiera ninguna caballería. Tan pronto como lo vio, Masséna gritó furioso desde lejos: ¿Dónde está la caballería de la Guardia?. Oudinot, sudoroso y cubierto de polvo, necesitó un momento para recuperar el aliento después de su agotador galope, pero luego explicó que no podía recuperarlo. Oudinot se había encontrado con el segundo al mando de la caballería de la Guardia, el general Louis Lepic, quien se negó rotundamente a comprometer a sus hombres, diciendo que solamente reconocía al duque de Istria (Bessières) como comandante y que sin órdenes explícitas de su comandante, la Guardia Granaderos a caballo y los Dragones no sacarían sus espadas. En una asombrosa muestra de traición, Bessières estuvo ausente del campo de batalla, inspeccionando innecesariamente una serie de zanjas por donde el ejército francés había pasado unos días antes. Al no poder encontrar al comandante de la Guardia a tiempo, Masséna se vio obligada a admitir que había perdido la oportunidad.
Dos incidentes estropearon este gran logro de los británicos-portugueses. Uno ocurrió cuando un escuadrón británico 14th Light Dragoon presionó un ataque frontal contra una batería de artillería francesa y fue mutilado. En el segundo caso, la caballería francesa atrapó algunas compañías de la 3.ª Guardia de infantería en orden de escaramuza e infligió 100 bajas.
Masséna, sin embargo, todavía apuntaba principalmente a asegurar Fuentes de Oñoro. Envió columnas masivas de infantería de la división de Ferey. El pueblo, lleno de muros bajos de piedra, proporcionó una excelente cobertura para la infantería de línea británica y los escaramuzadores, mientras que los franceses estaban severamente restringidos en la pequeña y estrecha calle.ets. Al principio, los franceses tuvieron cierto éxito, acabando con dos compañías del 79.º Regimiento de las Tierras Altas (Queen's Own Cameron Highlanders) y matando al comandante del regimiento, el teniente coronel Philips Cameron. Pero un contraataque expulsó a los hombres de Ferey de la ciudad.
Drouet lanzó un segundo ataque contra la ciudad. Esta vez, fue dirigido por tres batallones de granaderos convergentes del IX Cuerpo. Con sus sombreros anticuados de piel de oso, los granaderos fueron confundidos con la Guardia Imperial. Una vez más, los británicos retrocedieron. Drouet lanzó alrededor de la mitad de los batallones de las divisiones de Conroux y Claparède, tomando casi toda la ciudad.
En respuesta, Wellington contraatacó con unidades de la 1.ª y 3.ª Divisiones, más la 6.ª Caçadores portuguesa. Dirigido por el 88.º Connaught Rangers Infantería. Esto rompió el ataque de Drouet y la marea comenzó a cambiar. Con poca munición, los franceses tuvieron que recurrir a la bayoneta en un intento inútil de hacer retroceder a los británicos. Un grupo de 100 granaderos quedó atrapado en un lugar estrecho y murió. Enfrentados a ráfagas asesinas, los franceses se detuvieron y se retiraron a Dos Casas, dejando atrás a sus víctimas. Al atardecer, la moral francesa se había desplomado y muchas empresas se redujeron al 40 % de su fuerza.
La artillería francesa trató de bombardear la nueva línea británica para que se sometiera, pero los cañones de Wellington los superaron. Finalmente, con su munición de artillería peligrosamente baja, los ataques franceses llegaron a su fin. Los hombres de Wellington se atrincheraron durante la noche. Tras pasar los siguientes tres días desfilando ante la posición británica, Masséna desistió del intento y se retiró a Ciudad Rodrigo. Estaba furioso porque Bessières se había negado a traer municiones de la ciudadela.

## Consecuencias
Wellington había repelido al Ejército de Portugal, infligiendo un gran número de bajas, y pudo continuar su bloqueo de Almeida. El número de pérdidas varía según las diferentes fuentes, desde 2200 hasta 3500 franceses en comparación con la pérdida de 1500 británicos-portugueses, mientras que otro historiador afirmó que hubo 2800 pérdidas francesas y 1800 británico-portuguesas. Sin embargo, reconoció lo peligroso la situación había sido, diciendo más tarde: Si Boney hubiera estado allí, deberíamos haber sido vencidos. El historiador ruso Oleg Sokolov señaló que Wellington había cometido un grave error estratégico al seguir a los franceses al norte de Portugal, y que esta decisión podría haber tenido graves consecuencias para los británicos-portugueses. Sokolov agrega que, a pesar de los diversos contratiempos que encontró antes y durante la batalla, Masséna aún pudo verificar la posición de Wellington en Fuentes de Oñoro. El propio Wellington no marcó la batalla. como una victoria; también consideró que había extendido innecesariamente su línea, poniendo en peligro a la 7.ª División de Infantería (Reino Unido) y la División Ligera (Reino Unido).
Dos noches después de la retirada de Masséna, la guarnición francesa de 1400 hombres de Antoine Brenier de Almeida se deslizó a través de las líneas británico-portuguesas durante la noche. Aproximadamente 360 soldados franceses fueron capturados, pero el resto escapó cuando sus perseguidores británicos se encontraron con una emboscada francesa. Este fiasco fue atribuido a Erskine y otros. Wellington, enfurecido, escribió: Nunca me había angustiado tanto un evento militar como la fuga de un solo hombre de ellos.
Al llegar a Ciudad Rodrigo, Masséna fue llamado a París por un Napoleón furioso para explicar sus acciones (aunque Napoleón había dado la orden de regresar antes de la batalla). Fue reemplazado por el mariscal Auguste Marmont. Masséna partió hacia Francia con una gran suma de oro, saqueado de Portugal y España. El mariscal francés derrotado se quejó de que Wellington «no le había dejado ni un pelo negro en el cuerpo: se había vuelto gris por todas partes».
Esta batalla también incluyó un notable fuego amigo incidente cuando una unidad de infantería francesa confundió a sus aliados, la fr, con un batallón inglés y abrió fuego contra ellos. Los desafortunados habitantes de Hannover se retiraron a toda prisa más allá de la aldea, dejando más de 100 muertos. La confusión se produjo porque la Legión de Hannover llevaba casacas rojas y, en el humo y el fragor de la batalla, los detalles más finos de los uniformes que podrían haberlos distinguido de la infantería de línea británica fueron fácilmente pasados por alto.
Wellington elogió a sus tropas por su generosidad después de la batalla, escribiendo: El pueblo de Fuentes de Oñoro, habiendo sido el otro día campo de batalla, y no habiendo mejorado mucho por esta circunstancia, inmediatamente y voluntariamente se suscribieron para recaudar una suma de dinero, para ser entregado a los habitantes como compensación por los daños que sus propiedades han sufrido en la contienda.